# Nest ferch Cadell

Mittelalterliche Königreiche in Wales.

Nest ferch Cadell (* ca. 770 in Powys, heute Montgomeryshire) war eine Prinzessin des mittelalterlichen walisischen Königreiches Powys, das sich im Nordosten von Wales befand. Durch ihre Ehe mit Merfyn Frych ap Gwriad (Merfyn der Sommersprossige, Sohn des Gwriad) König von Gwynedd wurde sie zur Königin von Gwynedd. Ihre historische Rolle liegt darin, dass über ihre Erbansprüche die Krone des Königreiches Powys nicht in ihrer eigenen Familie blieb, sondern in der Gestalt ihres Sohnes, Rhodri den Großen an die Familie ihres Mannes überging. Dies war die Grundlage für den Aufstieg ihres Sohnes Rhodri zu einem der bedeutendsten Herrscher von Wales.

## Herkunft

### Ursprung
Nest ferch Cadell stammt aus einer alten keltischen Dynastie aus Wales, die nach ihrem legendären Stammvater, des römisch-keltischen Kriegsherren Vortigern (walisisch: Gwrteyrn) als „Gwertherion (Gwrtheyrnion) Dynastie“ bezeichnet wird, die nach dem Abzug der römischen Legionen aus Britannien im Jahr 410 rund vierhundert Jahre lang das Königreich Powys beherrschte.

### Näherer Stammvater
Ein näherer Stammvater dieses Hauses war Elisedd ap Gwylog (Elisedd Sohn des Gwylog), auch Eliseg ap Gwylog genannt, König von Powys (725–ca. 755), dem es gelang, trotz der Expansionsbestrebungen des angelsächsischen Königreiches Mercia sein keltisches Königreich im nordöstlichen Teil von Wales nicht nur erfolgreich zu verteidigen, sondern auch zu konsolidieren. Aus Dankbarkeit ließ sein Urenkel, Cyngen ap Cadell, König von Powys (808–854) der Bruder von Nest fech Cadell – zu dessen Andenken eine Gedenksäule, genannt „Pillar of Eliseg“ (Säule des Eliseg) auch „Elise’s Pillar“ oder „Croes Elisedd“, errichten. Es handelt sich dabei um eine Steinsäule – der Rest von einem ursprünglichen steinernen Kreuz mit runden Balken – die sich in der Nähe der späteren Abtei der Zisterzienser Valle Crucis in Denbighshire in Wales befindet. Die – inzwischen verwitterte – Inschrift enthielt eine Stammreihe der Könige von Powys, die dort auf Vortigern und dessen Gemahlin Severa zurückgeführt wird. Severa wird dort als Tochter des römischen Generals Magnus Maximus bezeichnet, der 383 von den römischen Truppen in Britannien zum Römischen Kaiser ausgerufen wurde.
Nest ferch Cadell war eine Urenkelin von König Elisedd ap Gwylog.

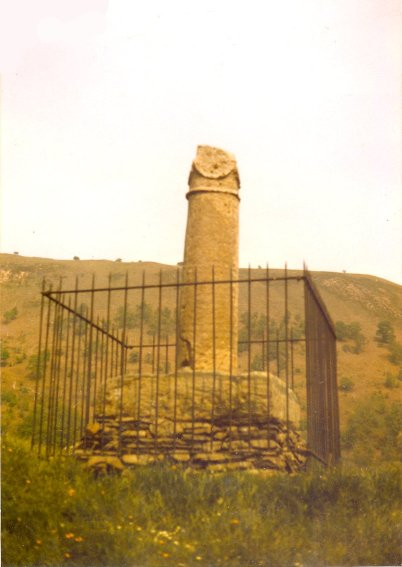
Die Säule des Eliseg nahe der Zisterzienserabtei Valle Crucis in Wales im heutigen beschädigten Zustand

### Eltern
Der Vater von Nest war Cadell ap Brochfael (Cadell, Sohn des Brochfael), der von 773 bis 808 als König von Powys regierte und dem es gelang, trotz Rivalität mit den benachbarten walisischen Königreichen und vor allem trotz der Bedrohung durch das expansive angelsächsische Königreich Mercia die Unabhängigkeit seines Königreiches zu bewahren. Was mit Gegnern wie Offa, König von Mercia (757–796) und dessen Nachfolger Coenwulf (796–821), der mehrere Kriegszüge nach Wales unternahm und – dank seiner Vormachtstellung in Britannien – sogar den Titel „Kaiser“ annahm, nicht gerade einfach war.
Über die Mutter von Nest ferch Cadell liegen keine näheren Angaben vor.

## Leben

### Anwartschaft auf den Thron
Über ihr Leben sind nur wenige Einzelheiten bekannt. Ihre wichtigste Rolle bestand wohl darin, dass sie als Tochter und Schwester von Königen von Powys ihrem Sohn, Rhodri dem Großen eine Anwartschaft auf das Königreich Powys und damit die Grundlage zu seinem Aufstieg verschaffte, der ihn zu einem der wenigen Herrscher von Wales machte, die einen Großteil von Wales beherrschten und zum ersten walisische Herrscher machte, dem von der Geschichtsschreibung der Ehrentitel „der Große“ zuerkannt wurde.

### Die Säule des Eliseg: Symbol, nicht aber Garant der Dynastie
Es ist nicht bekannt, welchen Anteil Nest ferch Cadell an der Errichtung der Säule des Eliseg hatte, die von ihrem Bruder Cyngen ap Cadell um 850 zu Ehren seines – und ihres – Urgroßvaters, König Elisedd ap Gwylog, errichtet wurde. Durch den Inhalt der in Kopie erhaltenen Inschrift wird deutlich, dass es hier nicht nur darum ging, einem bestimmten Vorfahren ein Denkmal zu setzen, sondern darum, den Herrschaftsanspruch der Dynastie auf das Königreich Powys durch eine in Stein gemeißelte genealogische Stammreihe zu verewigen. Diese wurde sowohl auf den mächtigsten walisischen Herrscher der Zeit nach dem Abzug der Römer – auf Vortigern – zurückgeführt, als auch auf den römischen General Magnus Maximus, der sich als Militärkommandant von Britannien im Jahre 383 von seinen Soldaten zum Römischen Kaiser ausrufen ließ und über seine Tochter Sevra, die er mit Vortigern verheiratete, zum Vorfahren der Könige von Powys wurde.
Die Säule des Eliseg war daher ein Monument zur Verherrlichung der Dynastie, die seit rund 400 Jahren Powys regierte und damit ein Projekt, an dem Nest zweifellos auch persönlich Anteil genommen hat. Es sollte sich jedoch erweisen, dass dieses Monument zwar ein Symbol, nicht aber ein Garant der Dynastie war.

### Wechsel der Dynastie
In scharfem Kontrast zu dieser beeindruckenden Demonstration uralter Herrschaftsansprüche der Querthrion-Dynastie steht das abrupte Ende ihrer tatsächlichen Herrschaft.
Bereits wenige Jahre nach der Vollendung der Säule des Elisegg, die wohl eines der beeindruckendsten dynastischen Symbole von Wales, wenn nicht von Britannien war, kam die Herrschaft der Gwerthynion-Dynastie zu einem plötzlichen Ende.
Bereits zu Lebzeiten seines Onkels Cyngen ap Cadell übte der ambitionierte Sohn von Nest ferch Cadell, Rhodri ap Merfyn Frych, der seit 844 das benachbarte Königreich Gwynedd beherrschte, einen wachsenden Einfluss auf seinen Onkel und damit auf die Politik des Königreiches Powys aus. König Cyngen unternahm vor 855 eine Pilgerreise nach Rom und war damit der erste walisische Herrscher, der nach der Einigung über das Datum des Osterfestes zwischen der walisischen Keltischen Kirche und der Römischen Kirche nach Rom kam. Bald darauf starb König Cyngen in Rom.
Für seine Nachfolge hatte König Cyngen ausreichend gesorgt, da er vier Söhne hinterließ.
Sein Nachfolger auf dem Thron war jedoch keiner seiner Söhne, sondern der Sohn seiner Schwester Nest ferch Cadell – Rhodri ap Merfyn Frych!
Dies war insofern ungewöhnlich, da hierdurch der älteste Sohn und natürliche Erbe von König Cyngen, Elisedd ap Cyngen, übergangen und von der Nachfolge ausgeschlossen wurde, während Rhodri die Herrschaft über das Königreich Powys mit dem über das Königreich Gwynedd in seiner Hand vereinigte.
Rechtlich ist diese Vorgangsweise schwer zu erklären, da die walisischen Gesetze zwar eine weibliche Erbfolge nicht ausschließen, aber – ähnlich der „Lex Salica“ männliche gegenüber weiblichen Erben bevorzugen.
Es ist daher wohl davon auszugehen, dass dieser „Erbverzicht“ der Söhne von König Cyngen nicht ganz freiwillig erfolgte. Rhodri dürfte die Abwesenheit und das Ableben seines Onkels König Cyngen in Rom dazu genutzt haben, um die Macht zu übernehmen und sich selbst zum König von Powys zu machen.
Ob Nest persönlich an dieser Änderung der Erbfolge mitgewirkt hat, ist nicht überliefert. Sollte sie den Regierungsantritt ihres Sohnes noch miterlebt haben, könnte sie sowohl Freude über seinen Erfolg als auch Bedauern über das Ende der Herrschaft ihrer eigenen vierhundertjährigen Dynastie empfunden haben, die noch kurz zuvor als „in Stein gemeißelt“ erschien.

## Ehe und Nachkommen
Nest ferch Cadell heiratete Merfyn Frych ap Gwriad, König von Gwynedd (825–844)
Kinder:
- Rhodri der Große (walisisch: Rhodri Mawr ap Merfyn Frych) (Rhodri der Große, Sohn des Merfyn Frych), König von Gwynedd (844–878), König von Powys (854–878) und König von Seisyllwg (855–878)[6]
- Gwriad ap Merfyn Frych